# Warnasari (Melaya)
Warnasari is een bestuurslaag in het regentschap Jembrana van de provincie Bali, Indonesië. Warnasari telt 2031 inwoners (volkstelling 2010).